# Casa Blanca
|  | Aquest article tracta sobre La Casa Blanca. Vegeu-ne altres significats a «Casa Blanca (desambiguació)». |

La Casa Blanca (The White House, en anglès) és la residència oficial i principal lloc de treball del President dels Estats Units. Des del 1800 ha estat la residència de tots els presidents dels Estats Units de John Adams en endavant.
La Casa Blanca es va inspirar en el projecte de la Villa Rotonda de Palladio. És d'estil renaixentista neogrec o neoclàssic d'Amèrica, que va ser ideada per George Washington i construïda el 1790. L'irlandès James Hoban fou irlandès que va dissenyar la mansió presidencial. El president George Washington, juntament amb el dissenyador de la ciutat, Pierre Charles L'Enfant, va escollir el lloc on es construiria. Mitjançant un concurs es va triar a l'arquitecte, nadiu de Dublín, que va guanyar la medalla d'or per la presentació del disseny que avui coneixem.
El disseny de la Casa Blanca es va veure inspirat per la Leinster House (Dublín), i Castletown House (Celbridge), ambdues seguint l'estil del pal·ladianisme.
Com el seu nom indica, és un edifici blanc localitzat a la Pennsylvania Avenue N º 1600 al nord-oest de Washington DC. Projectada durant el primer mandat de George Washington, l'edifici va ser inaugurat per John Adams l'any 1800. Formalment aquest edifici va rebre els noms de Palau Presidencial, la Mansió Executiva, fins que el president Theodore Roosevelt el va anomenar «La Casa Blanca».

## Història

### Construcció
Es va col·locar la primera pedra el 13 d'octubre del 1792. Un diari conservat pel comissionat de construcció del Districte de Colúmbia registra que les bases de la residència principal van ser excavades per esclaus. Els fonaments també van ser construïts per treballadors esclaus. La major part d'altres treballs de la casa van ser realitzats per immigrants, molts encara sense la ciutadania. La major part del totxo i treball de guix va ser realitzat per immigrants irlandesos i italians.
La construcció va prendre vuit anys, amb un cost de 232.371,83 $ de l'època (2,4 milions de dòlars del 2005). Tot i que encara no era completament acabada, la Casa Blanca era llesta per a ser ocupada al voltant de l'1 de novembre de 1800. Quan es va acabar l'obra, les poroses parets de marès van ser cobertes amb una barreja de calç, cola d'arròs, caseïna i plom, que va donar a l'edifici el color familiar i el seu nom.

### Els primers anys, incendi de 1812, reconstrucció

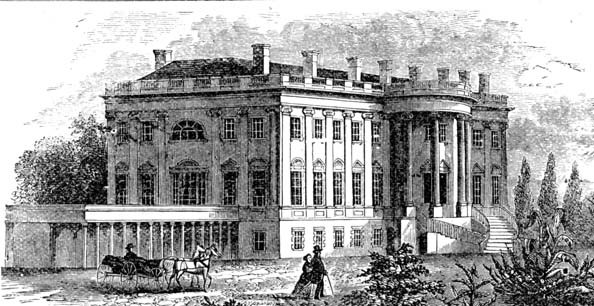
La Columnata Oest de Jefferson es veu a l'esquerra de la residència en aquest gravat del. Originalment, encobria un estable i un safareig. Més tard, es va convertir en la piscina del president Roosevelt. El president Nixon va convertir el lloc en l'actual sala de premsa.

John Adams va ser el primer president a establir-s'hi l'1 de novembre del 1800. Durant el segon dia d'estada va escriure una carta a la seva esposa Abigail, que contenia una oració per a la casa. Adams va escriure:
| « | Prego al Cel perquè atorgui les millors benediccions a aquesta casa, i a tots els que d'ara endavant l'habitin. Tant de bo que només homes savis i honestos governin sempre sota aquest sostre. | » |

El president Franklin D. Roosevelt va ordenar que la benedicció d'Adams fos esculpida a la lleixa de la xemeneia del saló de Sopars d'Estat.
Adams va viure a la casa poc temps, i aviat li va succeir el president Thomas Jefferson que va considerar com engrandir la Casa Blanca. Amb l'ajuda de Benjamin Henry Latrobe, va ajudar a projectar el disseny de dues ales de columnates a l'est i a l'oest, petites per a albergar el serveis domèstics de bugaderia, un estable i un magatzem. Les columnates de Jefferson es van adossar en deux ailes a l'est i a l'oest de l'edifici principal.
Durant la Guerra del 1812, gran part de Washington DC va ser incendiat per les tropes britàniques en venjança per l'incendi dels Edificis del Parlament de l'Alt Canadà (actualment Toronto) a la Batalla de York, deixant la Casa Blanca en ruïnes. L'interior de la mansió va quedar destruït, i només les parets exteriors van romandre dretes. Van haver de ser enderrocades i reconstruïdes degut al debilitament que va causar el foc i a la posterior exposició als elements, a excepció de porcions de la paret sud. Una llegenda va sorgir arran de la reconstrucció de l'estructura, que deia que es va utilitzar pintura blanca per ocultar els danys que havia produït l'incendi, donant a l'edifici el seu nom. Això és infundat, ja que l'edifici ja havia estat pintat de blanc des del 1798. De tots els objectes que van ser saquejats de la Casa Blanca durant la guerra, només se'n van recuperar dos, una pintura de George Washington, rescatada per la llavors primera dama Dolley Madison quan escapava de la mansió, i una caixa de joieria, va ser retornada al president Franklin Delano Roosevelt el 1939 per un canadenc que va dir que el seu avi l'havia robada. La major part dels objectes es van perdre quan un comboi de naus britàniques amb l'HMS Fantome al capdavant, es va enfonsar quan es dirigia de Halifax a Prospect al Canadà, durant una tempesta a la nit del 24 novembre del 1814.

### La necessitat de més espai, l'Ala Oest
En temps de la Guerra Civil Nord-americana, alguns es van queixar per la situació de la Casa Blanca, just al nord d'un canal i uns pantans, que constituïen les condicions idònies per a contraure la malària i altres condicions insalubres. Es va demanar al general de brigada Nathaniel Michler proposar solucions per trobar una solució. Va proposar abandonar la Casa Blanca com a residència, i fer-la servir només per a negocis, va proposar un nou palau per a la primera família a Meridian Hill Park a Washington DC, però el Congrés va rebutjar el pla.
El 1891, la primera dama Caroline Harrison va proposar extensions a la Casa Blanca, que incloïen una ala nacional a l'est per a una galeria d'art històrica, i una ala a l'oest per a cerimònies públiques. El Coronel Theodore A. Bingham va dissenyar un projecte, que va reflectir el propòsit de Harrison. El 1901, Theodore Roosevelt i la seva gran família es van traslladar a la Casa Blanca, i la va trobar massa petita. Tres arquitectes, McKim, Mead, i White, van ser contractats per renovar i ampliar-la, inclosa l'ala oest. La família del president va passar quatre mesos del 1902 en una residència temporal al número 22 de Jackson Place. Cap al 1909, el president William Taft també volia més espai. Va emprar l'arquitecte Nathan C. Wyeth per eixamplar l'ala oest, inclòs la instal·lació del Despatx Oval.

### La reconstrucció Truman

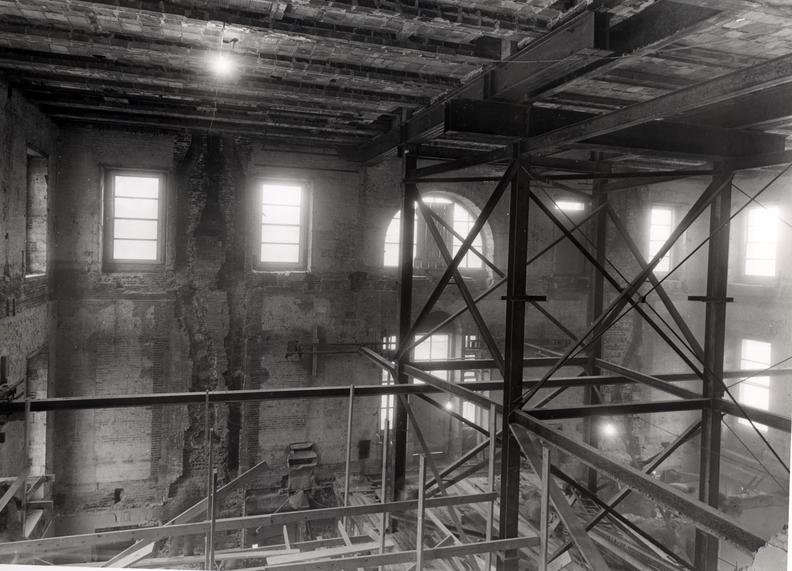
Reconstrucció Truman, 1949-1952 Primer la fusta i articles interiors van ser desmuntats i emmagatzemats, després una estructura d'acer es va construir dins de les parets originals. Els espais interiors, amb la major part de la decoració i pis originals van ser reconstruïts dins de la nova estructura.

Dècades d'escàs manteniment i la construcció d'un quart pis durant el govern del president Calvin Coolidge van afectar l'estructura de maó i pedra sorrenca construïda sobre marcs de fusta. El 1948, la casa va ser tan inestable, que el president Harry Truman la va abandonar i es va traslladar a la Casa Blair, entre el 1949 i el 1951.
Per a la reconstrucció, feta per l'empresa John McShain de Filadèlfia, va caldre desmuntar per complet els espais interiors, la construcció d'un nou bastidor intern d'acer i la reconstrucció de les cambres originals dins de la nova estructura. Es van fer algunes modificacions al disseny del pis, fer més gran i posar de nou l'escala central per obrir-se al vestíbul d'entrada, en comptes del vestíbul central. Es va afegir aire condicionat central, i dos soterranis secundaris addicionals per a sales de treball, magatzems i un refugi contra bombes. La família Truman va tornar a la Casa Blanca el 27 de març del 1952. Tot i que la casa es va salvar gràcies a la reconstrucció de Truman, gran part del mobiliari era de sèrie, i de poc valor històric. La major part de l'arrebossat original, algun corresponent a la reconstrucció de 1814-1816 era massa malmès per a reutilitzar-lo, com el robust revestiment de fusta Beaux Arts de la sala est. Truman tenia les bigues originals de fusta. Les parets de la sala vermeil, la biblioteca, la sala de la Xina i la sala de mapes al pis de la residència principal van ser enteixinades amb fusta de les bigues.

### La restauració Kennedy
La primera dama Jacqueline Kennedy, va dirigir la redecoració més extensa i més històrica en tota la història de la mansió. Henry Francis du Pont, del museu de Winterthur a Delaware, va presidir un comitè per restaurar els arts i mobles. La recerca va ser conduïda sobre l'ús i la decoració de les principals habitacions de la casa.
Diversos períodes de la república primerenca van ser seleccionats com a tema per a cada lloc: l'estil federal per l'habitació Verda; imperi francès per a l'habitació blava; imperi americà per l'habitació vermella; Lluís XVI per l'habitació oval groc, i victorià per l'estudi del president, que va tenir un nou nom, Cambra de Tractats. Es van adquirir mobles antics, i es fa fabricar i instal·lar la tela decorativa i l'ajust basats en documents originals. Moltes de les antiguitats, les pintures fines, i d'altres millores del període de Kennedy van ser donades a la Casa Blanca per donants rics, incloent-hi la família Crowninshield, Jane Engelhard, Jayne Wrightsman i la família Oppenheimer. La restauració de Kennedy va donar lloc a una Casa Blanca luxosa i amb un aspecte proper al de la noblesa real, i que va recordar el gust francès dels presidents Madison i de Monroe. Gran part de l'estil francès provenia del decorador d'interiors Stéphane Boudin de l'empresa Maison Jansen, una dissenyadora d'interiors de París, la firma que havia dissenyat els interiors per als palaus d'Elsie de Wolfe, senyora Olive Baillie, les famílies reials de Bèlgica i de l'Iran, el Reichsbank alemany durant el període del Nazisme, i el Castell de Leeds a Kent. La primera guia turística de la mansió va ser produïda sota la direcció de la conservadora Lorena Waxman Pearce, amb la supervisió directa de Jacqueline Kennedy. Les vendes de les guies van ajudar a finançar la restauració.

### Comitè per a la preservació de la Casa Blanca
El Comitè de Belles Arts de Kennedy amb el temps crea el Comitè autoritzat pel Congrés per a la Preservació de la Casa Blanca, la missió és mantenir la integritat històrica de la Casa Blanca. El comitè treballa amb la Primera Família, en general representada per la Primera Dama, el conservador de la Casa Blanca, i l'Uixer Principal de la Casa Blanca. Des de l'establiment del comitè, cada família presidencial ha fet alguns canvis a les habitacions familiars de la Casa Blanca, però tots els canvis en les habitacions estatals han de ser aprovats pel Comitè per a la Preservació de la Casa Blanca. Durant l'administració Nixon, la Primera Dama Pat Nixon va restaurar l'habitació Verda, habitació Blau i habitació roig, treballant amb Clement Conger, el restaurador designat per ells. Durant els anys 1990 el president i la Sra Clinton es van fer restauracions en alguns quarts pel decorador d'Arkansas Kaki Hockersmith. Durant l'administració de Clinton l'habitació Est, habitació Blau, Menjador Estatal i la Sala Aquestes Lincoln van ser restaurats. Una restauració recent del Dormitori Lincoln començat durant l'administració Clinton va ser completada en l'administració del president George W. Bush, i ha començat la restauració de l'habitació Verda i l'habitació Est.
La Casa Blanca és un dels primers edificis del govern a Washington que es va fer accessible per cadira de rodes, amb modificacions efectuades durant la presidència de Franklin D. Roosevelt, que havia de fer servir una cadira de rodes a conseqüència de la seva paraplegia. Als anys 1990, Hillary Rodham Clinton, a suggeriment del director de l'Oficina de Convidats Melinda N. Bats, va aprovar l'addició d'una rampa al passadís de l'ala est. Això va permetre l'accés amb cadira de rodes per a visites públiques i esdeveniments especials que accedeixen per l'entrada de seguretat del costat est.

## La Residència

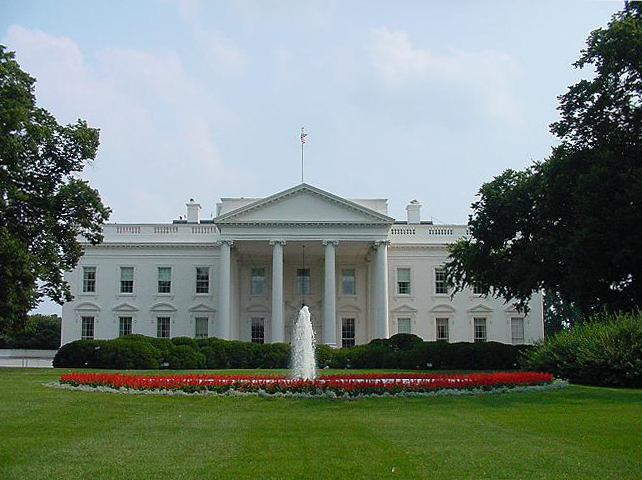
Façana nord de la Casa Blanca.

La residència original es troba a l'àrea central de la Casa Blanca, a l'edifici que està entre les dues columnates, dissenyades per Jefferson, que ara serveixen per connectar les oficines situades a les ales est i oest. El president viu a la residència executiva on hi ha també les sales per a les cerimònies d'Estat i entreteniments oficials. La planta d'Estat de la residència inclou la sala de l'orient, la sala verda, la sala blava, la sala vermella, el menjador d'Estat, el menjador de família, els vestíbuls i la gran escalinata. La planta baixa està formada per la sala oval de Diplomàtics que serveix de sala de recepció, la sala de Mapes, la sala de la Xina, la sala vermeil, la biblioteca presidencial, la cuina principal i altres oficines. Al segon pis hi ha la residència familiar. Inclou la sala oval groga que s'obre al balcó Trumam i diversos dormitoris, el dormitori Lincoln, el dormitori de les Reines, així com altres dues habitacions, una petita cuina i un vestidor privat. La tercera planta de la Casa Blanca consta d'un solàrium, sala de jocs, sala de llençols, una cuina i un altre saló.

## Estructura
La Casa Blanca té: 
| - 6 pisos i 5.100 m². - 132 recambres i 35 banys als dos pisos de dalt. - 412 portes. - 147 finestres. - 28 xemeneies. | - 8 escales. - 3 ascensors. - 5 cuiners - 5.000 visitants diaris. - 1.800.000 visitants l'any. |  |